# Munising
Munising é uma cidade localizada no estado americano de Michigan, no Condado de Alger.

## Demografia
Segundo o censo americano de 2000, a sua população era de 2539 habitantes.
Em 2006, foi estimada uma população de 2374, um decréscimo de 165 (-6.5%).

## Geografia
De acordo com o United States Census Bureau tem uma área de
23,7 km², dos quais 13,9 km² cobertos por terra e 9,8 km² cobertos por água. Munising localiza-se a aproximadamente 187 m acima do nível do mar.

## Localidades na vizinhança
O diagrama seguinte representa as localidades num raio de 60 km ao redor de Munising.